# キーボードクラッシャー
キーボードクラッシャー (英: Keyboard Crasher) とは、PCゲーム『Unreal Tournament 2004』をプレイ中のドイツの少年が、興奮のあまりキーボードを叩き壊す内容のバイラル・ビデオ、およびその動画に出演する少年本人を指す。
英語圏においてはAngry German Kid（怒るドイツの少年）、ドイツ語圏ではUnreal Tournament Kid（アンリアル・トーナメント・キッド）などと称される。

## 前歴
ドイツ在住のノーマン・コハノフスキ（独: Norman Kochanowski、1991年5月29日 - ）は、13歳の誕生日にビデオカメラをプレゼントされて以来、それを用いて撮影した短編動画を様々な別名で発表してきた。当時はYouTubeのような動画共有サイトは一般的ではなく、動画はフォーラムや動画サイトで公開されたり、CDで交換されたりしていた。
2005年、架空のキャラクター「リアル・ギャングスター」（独: Echter Gangster）を使ったラップ・ミュージックビデオのパロディを発表。この作品は瞬く間に多くのプラットフォームに広がり、その成功は同じキャラクターを使った続編へとつながった。「リアル・ギャングスター」に加えて、コハノフスキはしばしばネット上で「レオポルド・スリック」(Leopord Slikk)と名乗っている。

### 動画公開
同年、14歳のコハノフスキは「Echter Gangster 5: Pc spielen」と題した動画を公開する。この動画でコハノフスキは、コンピューターゲーム「Unreal Tournament 2004」のロードが遅いために癇癪を起こすゲーマーを演じている。長いゲームロードを経て対戦に敗北し、最終的に怒り狂いながらキーボードを叩き壊すという内容であった。
この動画は、「ハックパンサー」というハンドルネームでインターネット経由でコハノフスキに連絡を取った別人から依頼されたものである。コハノフスキは動画製作の対価として300ユーロを受け取り、依頼者に直接動画を送った。
その後、依頼者は本動画をコハノフスキの知らないうちにウェブサイト上で公開。コハノフスキは配信を停止するように要求するが応じられなかった。ほどなくしてこの動画は他の動画共有サイトにも転載され、他者による映像編集で音楽や映像が追加されたり、コハノフスキが演じた主人公のセリフに全く異なる内容の字幕が付けられるなど、世界中でインターネット・ミームとして定着した。
日本では2007年にニコニコ動画に転載されたことでこの動画が知られるようになり、「タピオカパン」をはじめとした空耳動画やMADムービーの素材として人気を集めた。
ビジネスワイヤは2006年のインターネット動画トップ10で本動画を2位に選出し、2007年にはガーディアンによるバイラル動画チャートで3位にランクインした。

## 誤解と私生活への影響
しかし、多くの視聴者はこの動画が演出であることに気づかなかった。
2006年11月に発生したエムズデッテン学校銃乱射事件の後、ドイツではコンピューターゲームの危険性について議論が起こった。その中でフォーカスTVは、ゲームがいかに若者を攻撃的にするかの例として本動画を紹介した。さらに、この動画は主人公の父親が密かに撮影した本物の録画であり、主人公はインターネット中毒のため現在クリニックに入院している、とする解説が添えられた。コハノフスキは、ビデオゲームが若者を暴力的な犯罪者に変えてしまうのではないかという恐怖の象徴となった。しかし、このテレビ報道は現場メディアから猛烈な批判を浴び、ビデオにおける主人公の行動が演技であることを指摘され、フォーカスTVは数年後、この記事を撤回している。
動画が拡散されるにつれ、コハノフスキはクラスメートからいじめを受けるようになった。コハノフスキは執拗ないじめから最終的に精神を病み、クラスメートを脅迫し、酩酊しながら学校で殺人の可能性を宣言したという。その結果、彼は退学処分を受け、1か月間刑務所に服役した。
2014年3月15日、日本のテレビ番組「情報7daysニュースキャスター」が、若者の間で深刻化しているインターネット依存症の象徴として本動画を紹介し、「青年はインターネットのゲームを楽しんでいる。するとボルテージがだんだん上がり、もう自身をコントロールできない。いわゆるインターネット依存症だと思われる」とのナレーションを流した。本動画が取り上げられた時間は1分に満たないほどだったが、インターネット上ではすぐに話題になった。当時、すでに本動画は演出であることが一般に知られており、YouTubeや2ちゃんねるでは番組に対する批判的なコメントが数多く書き込まれた。

## その後
2015年、コハノフスキは再びYouTubeで動画を制作し始めた。それはコハノフスキ本人のフィットネストレーニングに関するもので、以前の動画とは何の関係もない内容であった。最終的にはキーボードクラッシャー本人であると認知されたが、以前の動画やキーボードクラッシャーについての問い合わせには応じなかった 。
2017年末、コハノフスキはHercules Beatzという新しいペンネームを名乗り、公の場に再び姿を現した。当時26歳だったコハノフスキは、ボディビルダーの体格を目指してトレーニングに励んでおり、12年前のウェブ動画公開にまつわる出来事や、自身をいじめた者たちを侮辱するディストラックを公開した 。2018年からは自身のラップソングも発表している。
2018年3月23日、コハノフスキ本人が本動画を視聴するリアクション動画を公開し、同年5月15日には日本人のファンへ向けた英語のメッセージ動画を投稿した。